# Pschorrhof

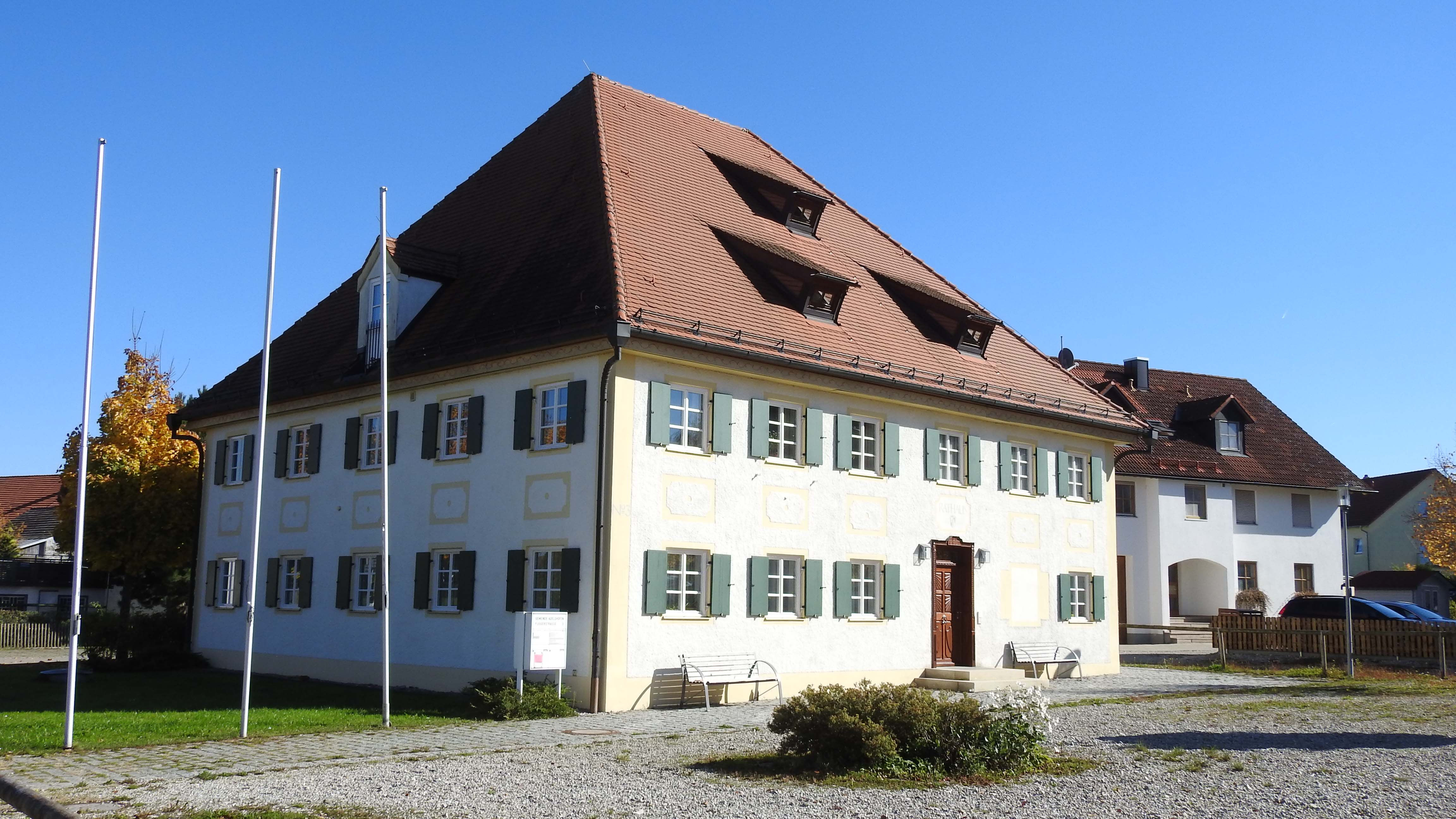
Pschorrhof in Adelshofen

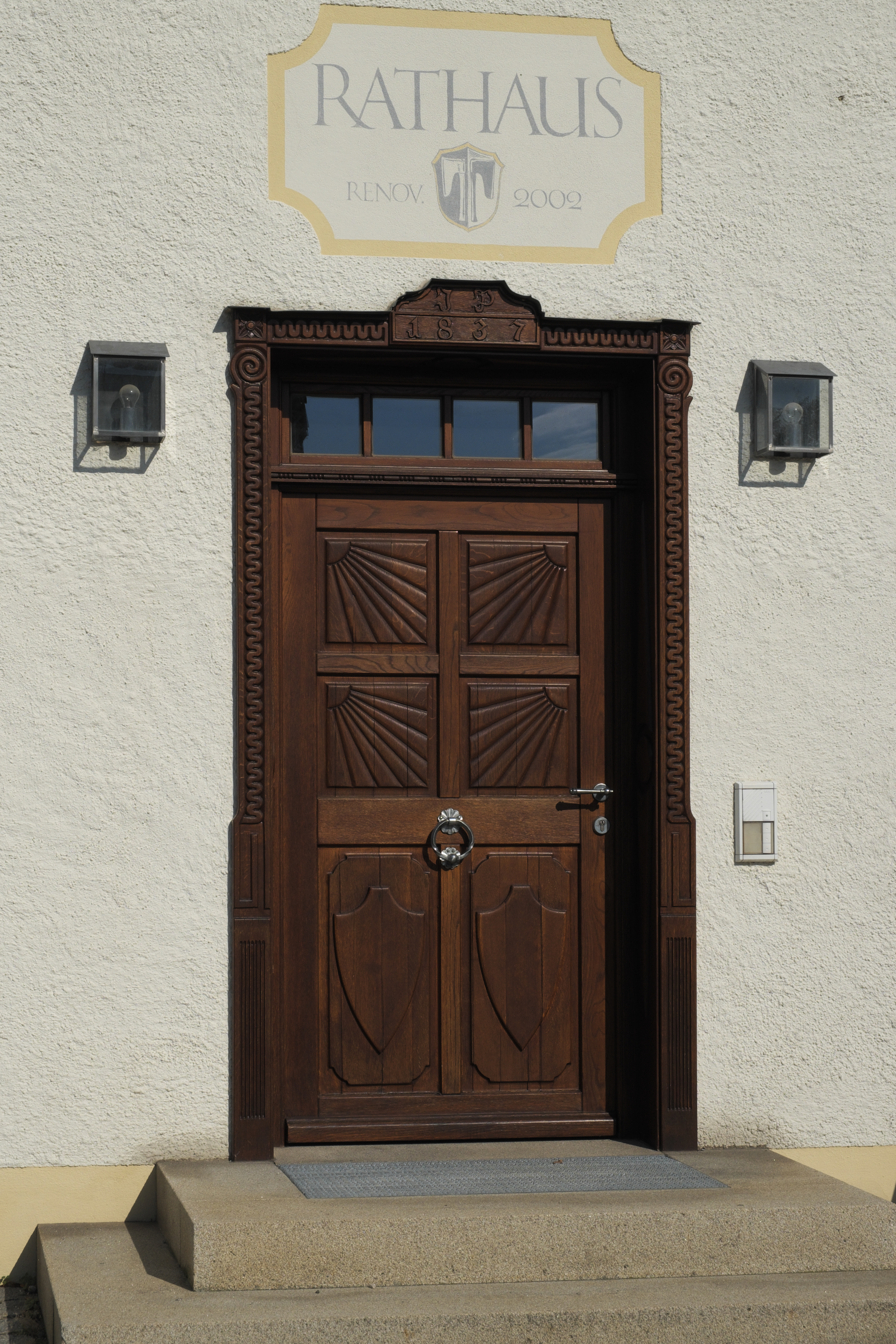
Portal mit Schnitzereien

Der Pschorrhof in Adelshofen, einer Gemeinde im oberbayerischen Landkreis Fürstenfeldbruck, wurde Ende des 18. bzw. Anfang des 19. Jahrhunderts errichtet. Das Gutshaus an der Fuggerstraße 3 bzw. Am Pschorrhof 1 ist ein geschütztes Baudenkmal.
Der zweigeschossige Walmdachbau mit fünf zu sechs Fensterachsen wird heute als Rathaus genutzt. 
Das ehemalige Ökonomiegebäude ist ein Ziegelbau mit Satteldach aus der zweiten Hälfte des 19. Jahrhunderts. Es diente dem Gastwirt Josef Pschorr als Kuhstall und Stadel.